# Tbilisi (cacciatorpediniere)
Il Tbilisi fu un cacciatorpediniere conduttore della Voenno-morskoj flot, entrato in servizio nel dicembre 1940 come sesta e ultima unità della classe Leningrad. Assegnata in forza alla Flotta del Pacifico, la nave fu impiegata principalmente come unità d'addestramento e per la sperimentazione di nuove tecnologie, conoscendo solo un ridotto impiego bellico nel corso della guerra sovietico-giapponese nell'agosto 1945. Radiata dal servizio attivo il 18 agosto 1958, fu trasformata in nave bersaglio per le esercitazioni di tiro della flotta e quindi avviata alla demolizione nel gennaio 1964.

## Storia
Ordinata nell'ambito del secondo piano quinquennale del 1933, la costruzione delle componenti della nave ebbe inizio presso il Cantiere navale No. 198 (Marti) di Nikolaev nel Mar Nero il 15 gennaio 1935 con numero di scalo 268; le parti prefabbricate furono quindi trasferite per via ferroviaria tramite la Transiberiana presso il Cantiere navale No. 199 di Komsomol'sk-na-Amure nell'Estremo oriente russo, dove i lavori per l'assemblaggio finale ebbero inizio il 10 agosto 1936. La nave fu infine varata il 24 luglio 1939 con il nome di Tbilisi in onore dell'omonima città all'epoca capitale della Repubblica Socialista Sovietica Georgiana; per liberare spazio nel cantiere lo scafo fu trainato nel Lago Silinskoye per i lavori di allestimenti finali, e la nave entrò quindi ufficialmente in servizio l'11 dicembre 1940, venendo assegnata in forza alla Flotta del Pacifico.
La nave fu inizialmente impiegata come banco di prova per la sperimentazione di nuove tecnologie, salvo essere destinata anche, dopo il coinvolgimento sovietico nella seconda guerra mondiale, alla posa di sbarramenti minati difensivi nella zona del Golfo di Pietro il Grande e davanti alle basi navali sovietiche dell'Estremo oriente. Nel tardo 1941 il Tbilisi fu dotato di un sistema di demagnetizzazione dello scafo, e nei mesi seguenti fu destinato a fingere da nave scuola per gli ufficiali navali sovietici; quando il "Distaccamento forze leggere" della Flotta del Pacifico venne fondato nel novembre 1942, l'unità divenne nave ammiraglia della 2ª Divisione cacciatorpediniere. Tra il luglio e l'agosto 1943 il Tbilisi fu impegnato in una campagna di test per sperimentare nuove sistemazioni per gli apparati di demagnetizzazione.
Il giorno prima della dichiarazione di guerra dell'Unione Sovietica all'Impero giapponese il 9 agosto 1945, e il contestuale avvio della guerra sovietico-giapponese, il Tbilisi fu trasferito in forza alla 1ª Divisione cacciatorpediniere del "Distaccamento forze leggere", entrando in forza alla flotta da guerra. Il 9 agosto il cacciatorpediniere era dislocato nella Baia di Uliss a Vladivostok, ma ricevette l'ordine di trasferirsi nell'ancoraggio settentrionale della Baia Zolotoj Rog. Nave di bandiera del comandante della Flotta del Pacifico, ammiraglio Ivan Stepanovič Jumašev, il 12 agosto il Tbilisi trasportò una compagnia di fanti di marina sovietici dal Golfo di Vityaz alla zona del Golfo di Possiet; da qui, la compagnia fu imbarcata su torpediniere sovietiche e impiegata in uno sbarco anfibio a Rasŏn nella Corea settentrionale. Questa breve missione fu in pratica l'unico impiego bellico significativo del Tbilisi, che per il resto non entrò mai in combattimento contro forze nemiche; il cacciatorpediniere avrebbe dovuto svolgere funzioni di nave comando per l'ammiraglio Jumašev nel corso della progettata invasione anfibia sovietica di Hokkaidō prevista per il 19 agosto, ma la resa del Giappone il 15 agosto portò all'annullamento dell'operazione.
Il Tbilisi continuò a rimanere in forza alla Flotta del Pacifico nel dopoguerra, venendo sottoposto a lavori di manutenzione e aggiornamento tra il 1951 e il gennaio 1955. Il cacciatorpediniere fu ritirato dal servizio attivo il 18 agosto 1958, venne disarmato e quindi trasformato in nave bersaglio con la designazione di TsL-50, cambiata un anno più tardi in TSP-50. Lo scafo fu quindi avviato alla demolizione a Vladivostok il 31 gennaio 1964.